# Ingólfsfjörður
Ingólfsfjörður (in lingua islandese: Fiordo di Ingólfur) è un fiordo situato nella parte orientale della regione dei Vestfirðir, i fiordi occidentali dell'Islanda. 

## Descrizione
Ingólfsfjörður è un piccolo fiordo situato nella contea di Strandasýsla, nella parte orientale dei Vestfirðir. A sud la penisola di Munaðarnes, che termina con il promontorio Krossnes, separa il fiordo dal Norðurfjörður; a nord il promontorio di Seljanes lo separa dall' Ófeigsfjörður. 
L'Ingólfsfjörður ha pendii lunghi e ripidi su entrambe le sponde.
Tra il 1942 e il 1944, nelle vicinanze di Eyri sulla sponda meridionale del fiordo, fu costruito uno stabilimento per la lavorazione delle aringhe sfruttando la presenza di branchi dei pesci. L'attività fu sospesa già nel 1952, a seguito dello spostamento delle rotte di migrazione delle aringhe nella vicina baia di Húnaflói; dello stabilimento oggi sono rimasti solo i ruderi.
Lo scrittore Eggert Ólafsson, che visitò tutta l'Islanda e la descrisse nel libro Ferðabók, racconta che quando arrivò nell'Ingólfsfjörður, i residenti si spaventarono e fuggirono. Alcuni agricoltori non avevano avuto contatti con altre persone da 16 anni.

## Denominazione
Secondo il Landnámabók, lo storico libro degli insediamenti in Islanda, il fiordo prende il nome dal suo primo occupante, il colono Ingólfur Herröðarson. I suoi fratelli, Ófeigur e Eyvind, si stabilirono in due fiordi adiacenti che da loro presero il nome di Ófeigsfjörður e Eyvindarfjörður. Il loro padre, Herröður hvítaský, fu fatto giustiziare dal re Harald. Álöf, la figlia di Ingólfur, era sposata con Eiríkur snára, che proveniva da Veiðileysa e andò a vivere a Trékyllisvík.

## Vie di comunicazione
La strada F649 Ófeigsfjarðarvegur dalla baia di Melavík attraverso la valle di Meladalur raggiunge la sponda sud dell'Ingólfsfjörður vicino a Eyri; da lì in poi diventa una strada di montagna, percorribile solo con mezzi a trazione integrale e conduce al vicino Ófeigsfjörður dove termina. Nessun'altra strada si inoltra più a nord sul lato est dei fiordi occidentali.